# 中村順造
中村 順造（なかむら じゅんぞう、1910年（明治43年）9月26日 - 1969年（昭和44年）2月1日）は、昭和期の労働運動家、政治家。参議院議員。

## 経歴
山口県、現在の美祢市出身。小学校卒業後、中央鉄道教習所運転高等科を卒業し日本国有鉄道に就職。国鉄機関士、華中鉄道機関士、運輸省技官、教官などを歴任。
労働運動に加わり、日本国有鉄道機関車労働組合（のち国鉄動力車労働組合）副委員長、同委員長、機労政治連盟議長、全交通運輸労組協議会副議長などを歴任。
1959年（昭和34年）6月の第5回参議院議員通常選挙で全国区に日本社会党公認で出馬して初当選（補欠、任期3年）し、1962年（昭和37年）7月の第6回通常選挙で全国区から出馬して再選され、参議院議員に連続2期在任した。この間、参議院建設委員長、同運輸常任委員、検察官適格審査会委員、社会党本部統制委員などを務めた。1968年（昭和43年）7月の第8回通常選挙で全国区から立候補したが落選した。